# USS George H. W. Bush (CVN-77)
USS George H. W. Bush (CVN-77) é um porta-aviões nuclear norte-americano da classe Nimitz.
O (CVN-77) é o décimo e último navio construído da Classe e ostenta o nome do 41º presidente americano George H. W. Bush, que também foi um aviador naval durante a Segunda Guerra Mundial.

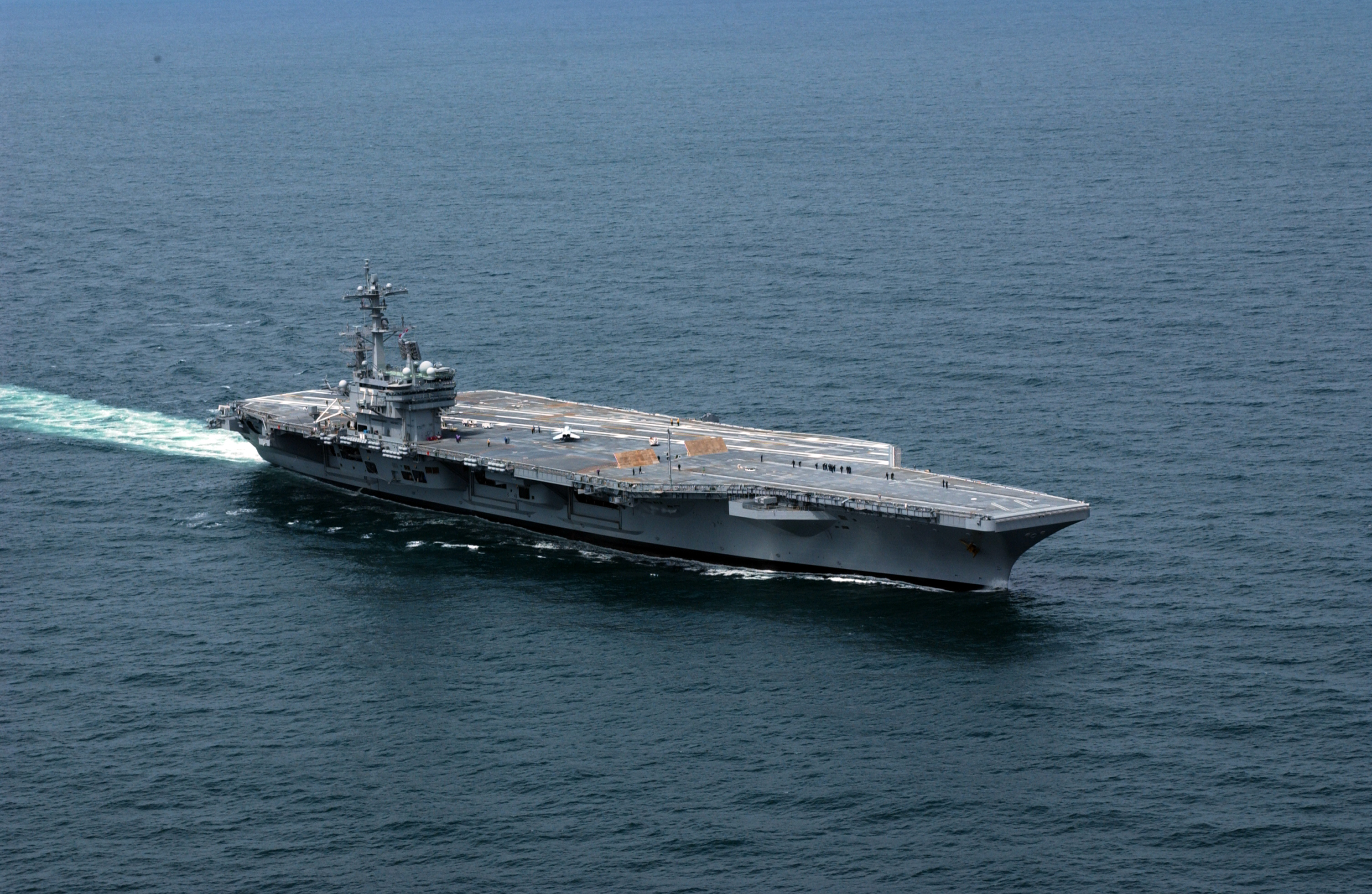
USS George H. W. Bush (CVN-77) 2009
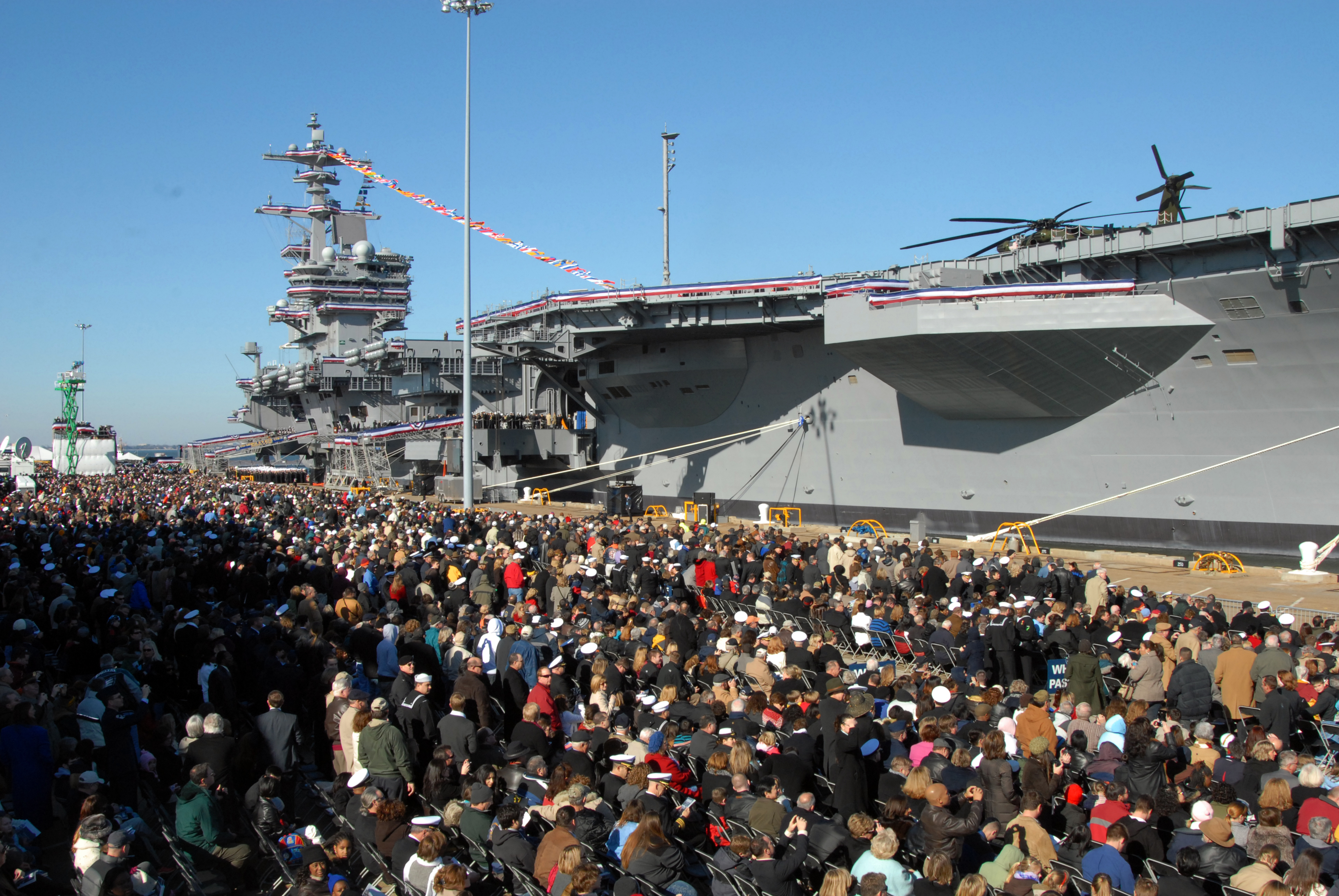
Comissionamento
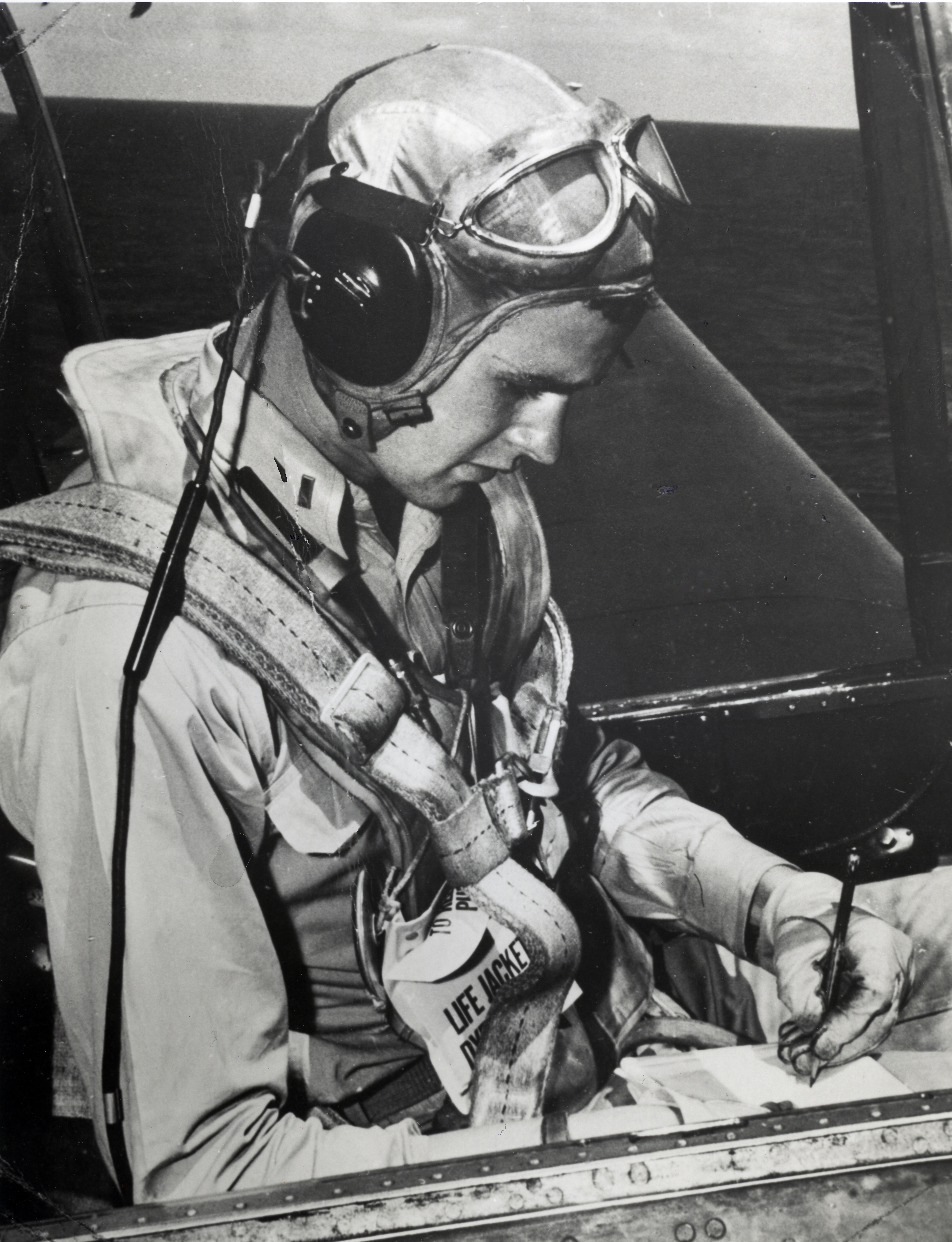
George H. W. Bush Segunda Guerra Mundial.
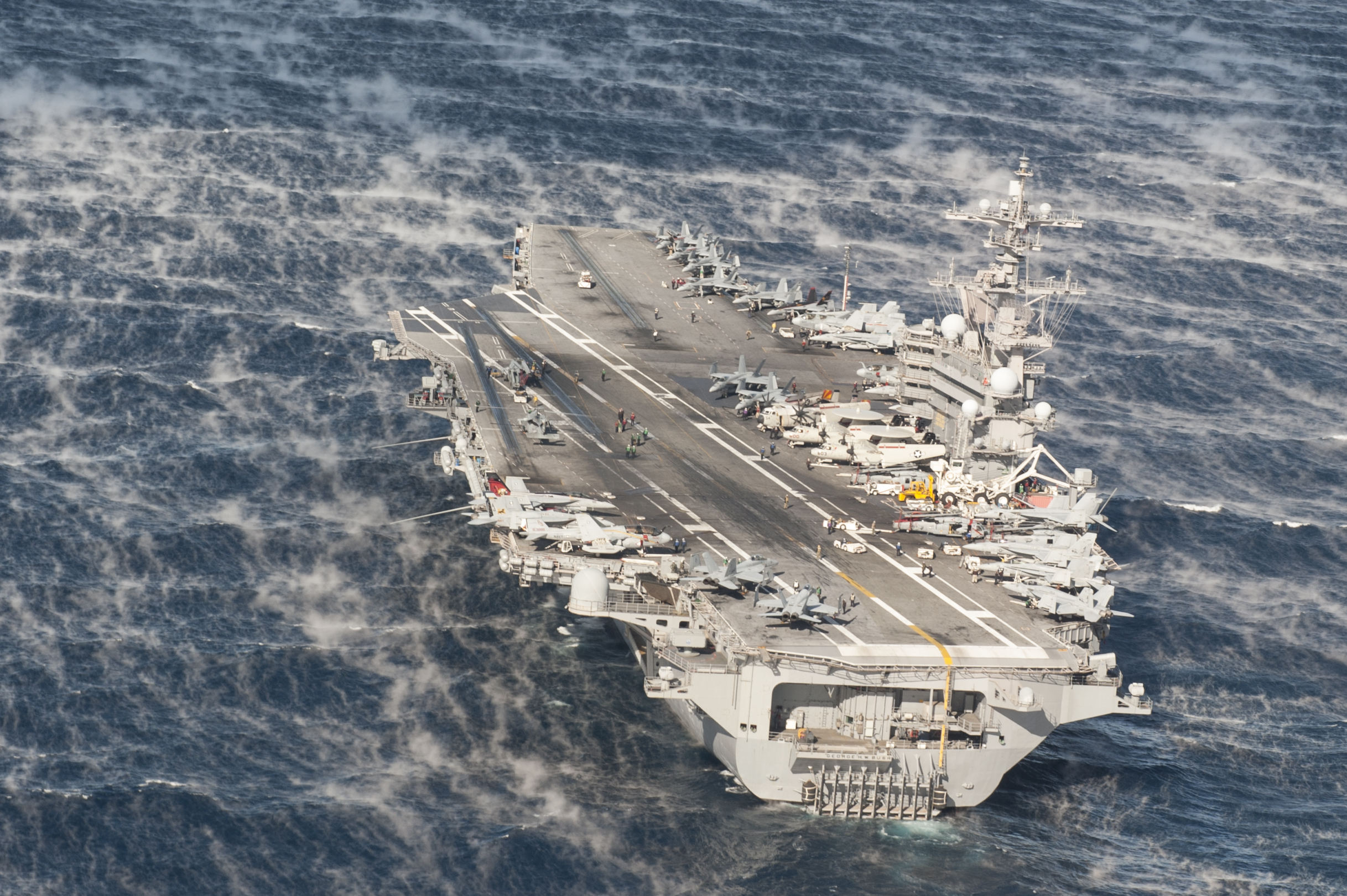
O USS George H. W. Bush em alto mar